# 道格拉斯顿-小颈
道格拉斯顿-小颈是美国纽约市皇后区东北部的一个社區。该社区位于長島北岸，北临小颈湾，东与拿骚县大颈社区接壤，西面与贝赛社区以纽约跨岛快速路为界，南面边界为大中央快速路。该社区由“道格拉斯顿”和“小颈”两个地区组成，两地没有明确的边界定义，一般认为Marathon Parkway以东为小颈地区，以西为道格拉斯顿地区。

## 历史
该地区已知最早的居民为原住民，他们以小颈湾的渔业为生。17世纪，欧洲定居者开始抵达该地区。英国人和荷兰人先是和平地控制了除Madnan's Neck以外的土地，之后托马斯·希克斯（Thomas Hicks）带领着一群武装定居者强行驱逐了该地的原住民，战斗发生在今天Northern Boulevard和Marathon Parkway的交叉口。1796年，希克斯的财产传给了托马斯·威克斯（Thomas Wickes），之后接着又传给了怀恩特·范·赞特（Wyant Van Zandt）。范·赞特在该地兴建了一座大型希臘復興式豪宅。1835年乔治·道格拉斯（George Douglas）购下了240英亩（0.97 平方公里）的土地及范·赞特的豪宅。道格拉斯顿地区即以乔治·道格拉斯的名字命名。

## 人口
根据2020年美國人口普查的数据，道格拉斯顿-小颈社区有25,262人。种族为白人40.9%、非裔1.6%、亚裔44.9%、拉美裔9.8%、其它族裔0.6%、两种及以上2.1%。

## 邮政
道格拉斯顿-小颈有两个邮编。其中Northern Boulevard以北的小颈半岛使用邮编11363，以南的地区使用邮编11362。

## 教育

### 公立院校
道格拉斯顿-小颈社区的公立小学包括：
- PS 94 David D. Porter (K-5年级)[12]
- PS 98 The Douglaston School (PK-5年级)[13]
- PS 221 North Hills (PK-5年级)[14]
- PS 811 Multiple Handicap School of Queens (1–6年级)[15]

以上小学学生毕业后进入路易斯·巴斯德中学JHS 67 Louis Pasteur，接受6-8年级的中学教育。在该中学毕业后，学生接着进入邻近的贝赛社区的Benjamin N. Cardozo High School学习。

### 私立院校
私立天主教学校Divine Wisdom Catholic Academy，提供学前-8年级的教育。

### 图书馆
皇后圖書館在该社区设立有两个分馆。

## 治安
道格拉斯顿-小颈社区和邻近的贝赛社区由纽约市警察局第111分局负责巡逻。2010年，其在纽约69个巡逻区中按人均犯罪率计排名第8安全。 截至2018年，道格拉斯顿-小颈和贝赛社区的非致命袭击率为每十万人中有8起，人均暴力犯罪率是纽约市所有地区中最低的。每10万人中有110人的入狱率低于全纽约市整体水平。:8如今第111分局巡逻区的犯罪率低于1990年代，所有类别的犯罪率在1990年至2018年期间下降了88.6%。